# أندريه وينر
أندريه وينر (بالإنجليزية: Andre Winner؛ مواليد 9 نوفمبر 1981) هو مُقاتل فنون قتالية مختلطة إنجليزي مولود في غرينادا.

## وصلات خارجية
- أندريه وينر على موقع يو إف سي (الإنجليزية)
- أندريه وينر على موقع شيردوغ (الإنجليزية)
- أندريه وينر على موقع Tapology.com (الإنجليزية)
- أندريه وينر على موقع IMDb (الإنجليزية)
- أندريه وينر على موقع قاعدة بيانات الفيلم (الإنجليزية)